# Paulette McDonagh
Pour les articles homonymes, voir McDonagh.
Paulette McDonagh, née le 11 juin 1901 à Sydney, morte le 30 août 1978, est une réalisatrice australienne.

## Biographie
Paulette McDonagh est née à Sydney en 1901, elle est la troisième de sept enfants. Elle fait ses études à l'école catholique de Kincoppal School à Elizabeth Bay, Sydney. 
Elle réalise avec ses sœurs  Isabel et Phyllis des films dans les années 1920 et 1930. Elles sont considérées comme les premières femmes à diriger une société de production de cinéma en Australie. Paulette était la plus jeune des trois, et était scénariste et réalisatrice. Le premier film réalisé, Those Who Love, a été financé par la famille. Phyllis était directrice artistique, et Isabel, l'ainée, était actrice sous le pseudonyme Marie Lorraine (en).

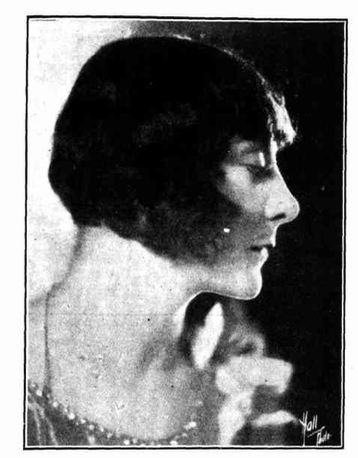
Paulette McDonagh
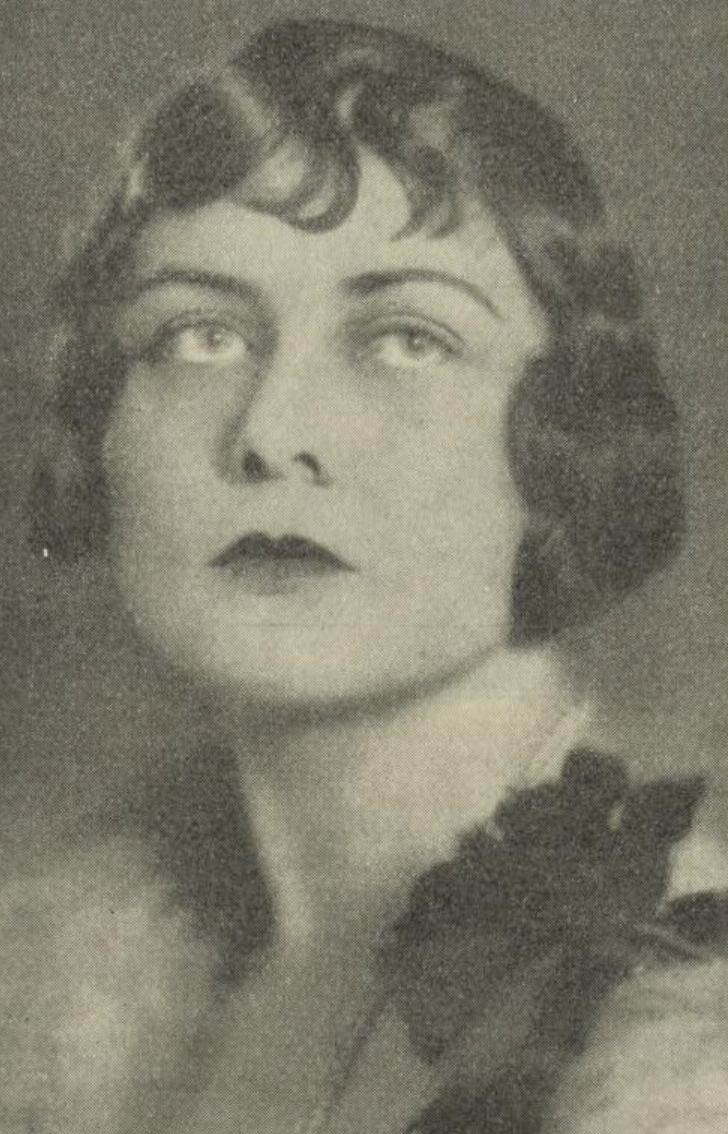
Phyllis McDonagh
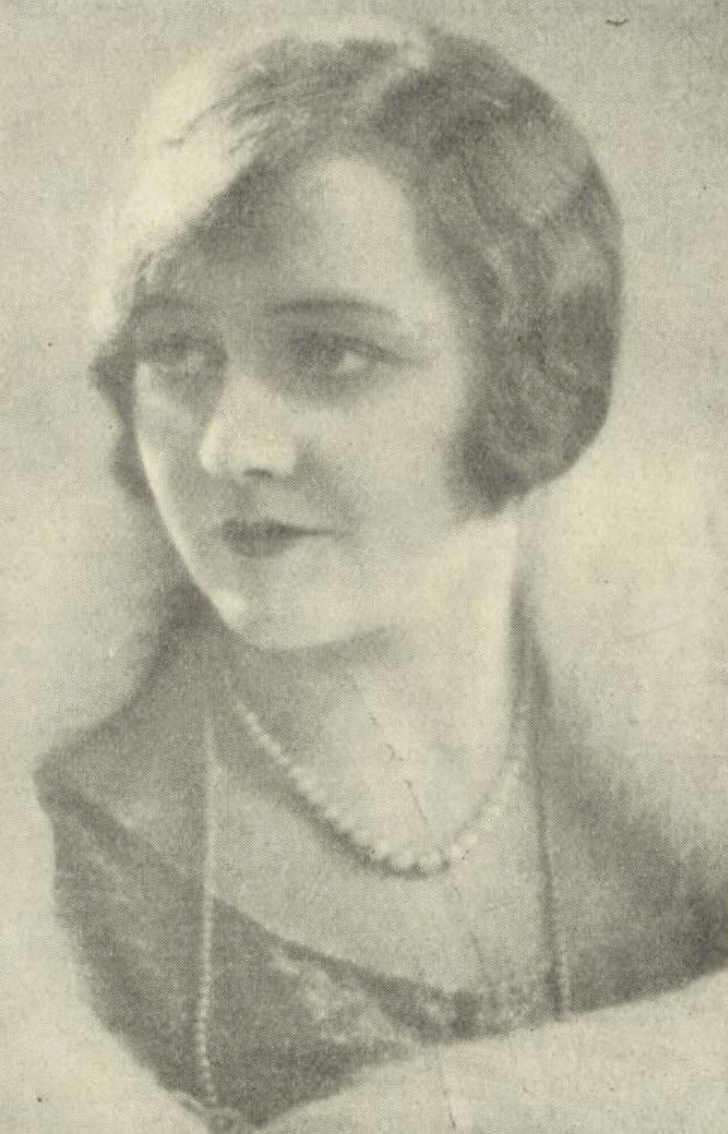
Isabel McDonagh

## Filmographie
- 1925 : The Mystery of the Hansom Cab (en) d'Arthur Shirley
- 1926 : Those Who Love (en)  (réalisatrice, productrice)
- 1928 : The Far Paradise (en) (réalisatrice, productrice)
- 1930 : The Cheaters (en)  (réalisatrice, productrice)
- 1931 : Australia in the Swim (documentaire)
- 1931 : How I Play Cricket (documentaire)
- 1932 : The Mighty Conqueror (documentaire)
- 1932 : The Trail of the Roo  (documentaire)
- 1933 : Two Minutes Silence (en) (réalisatrice, productrice)

## Distinctions
En 1978, Paulette reçoit le Raymond Longford Award (Australian Film Institute).
En 2001, elle est inscrite dans le Victorian Honour Roll of Women.